# Gunilla Gerland
Gunilla Gerland (Stockholm, 1963) is een Zweedse schrijfster en experte op het vlak van het syndroom van Asperger.
In 1996 verscheen haar autobiografie En riktig människa in het Zweeds. De Nederlandse vertaling Een echt mens verscheen in 1998. Daarin vertelt ze hoe ze opgroeide met het syndroom van Asperger in een omgeving die daar niet begripvol mee omging.
Ze bleef daarna schrijven over autisme en het syndroom van Asperger, treedt regelmatig op in lezingen en debatten, geeft educatie en adviseert.

## In het Nederlands vertaalde werken
- 1996 - En riktig människa - vertaald als Een echt mens - autobiografie van een autist - ISBN 905240481X
- 2004 - Autism: relationer och sexualitet - vertaald als Autisme: relaties en seksualiteit - ISBN 9052408742